# Pietro Giordani
Pour les articles homonymes, voir Giordani.
Pietro Giordani, né à Plaisance le 1er janvier 1774 et mort le 2 septembre 1848 à Parme, est un écrivain italien.

## Biographie
Il fait des études de mathématiques, de philosophie et de grec à Parme et apprend seul le latin, le français et l'espagnol. Reçu docteur en droit en 1795, il entre dans les ordres en 1797 puis abandonne la vie monastique en 1800. Il devient alors secrétaire du gouvernement en Romagne puis vice-préfet de Ravenne. En 1808, il occupe la même fonction à Bologne et y est nommé secrétaire de l'Académie des beaux-arts.
En 1815, il doit fuir Bologne et s'installe à Milan où il habite durant deux années. Il y écrit dans la Biblioteca italiana puis vit en Toscane jusqu'en 1824, avant de revenir dans sa patrie où il est injustement poursuivi pour avoir attaqué dans des discours la duchesse de Parme et comme assassin du directeur de police Sartorio.

## Œuvres
Ses œuvres complètes ont été publiées en trois volumes à Florence en 1846 puis à Parme, en un volume en 1848.
- 1806 : Descrizione del Foro Bonaparte
- 1807 : Sullo stile poetico del signor marchese di Montrone
- 1807 : Panegirico alla sacra maestà di Napoleone
- 1810 : Panegirico ad Antonio Canova
- 1810 : Sulla vita e sulle opere del cardinal Sforza Pallavicino
- 1810 : Per le nozze di Napoleone (discours)
- 1811 : Sopra un dipinto del cav. Landi e uno del cav. Camuccini
- 1815 : Discorso per le tre legazioni riacquistate dal papa
- 1816 : L'Alicarnasso del Mai
- 1817 : Degli improvisatori, dello syudio della storia, e della tortura al Galilei
- 1832 : Sopra tre poesie dipinte a fresco
- 1845 : Proemio al terzo volume delle opere di Giacomo Leopardi